# Kaspar Capparoni
Gaspare "Kaspar" Capparoni, italijanski igralec, *1. avgust 1964, Rim, Italija.
Igralsko kariero je začel pri osemnajstih letih po zaslugi gledališkega režiserja in dramaturga Giuseppeja Patronija Griffija. Leta 1984 je igral v filmu Phenomena v režiji Daria Argenta, kasneje pa še v drugih filmih italijanskih režiserjev.
Zaslovel je predvsem kot igralec televizijskih filmov, predvsem v nanizankah Elisa di Rivombrosa,  Incantesimo ter Komisar Rex. 